# سی‌سی چری
سی.سی. چری (به انگلیسی: C.C. Cherry) یک کشتی بود که طول آن ۶۸٫۷ فوت (۲۰٫۹۴ متر) بود. این کشتی در سال ۱۸۹۶ ساخته شد.